# San Mateo Capulhuac
San Mateo Capulhuac är ett samhälle i kommunen Otzolotepec i delstaten Mexiko i Mexiko. Samhället har fem olika folkräkningsenheter, vilka tillsammans hade 12 481 invånare vid folkräkningen 2020. Den centrala delen av orten hade 2 854 invånare.